# Andreas Molbech Lund
Andreas Molbech Lund (1749, Vang, Hedmark – 27. listopadu 1820, Skanderborg) byl norský státní úředník a inspektor jižního Grónska.

## Životopis
Andreas Molbech Lund byl pokřtěn 14. února 1749. Byl synem prokurátora Gregerse Lunda (1719–1780) a Anny Margrethe Molbechové (1722–1795). Získal bakalářský titul v roce 1770. Poté byl zaměstnán na různých správních úřadech v Norsku a Dánsku. V roce 1779 vystudoval práva na Kodaňské univerzitě a byl jmenován zástupcem dopisovatele listu Královské grónské obchodní společnosti, jehož prvním dopisovatelem se stal v roce 1786. V roce 1789 Bendt Olrik opustil místo inspektora v Jižním Grónsku a na jeho místo nastoupil Lund. Olrik spravoval kolonii zcela nedostatečně a Lund se potýkal s velkými problémy, které však dokázal překonat. V roce 1795 požádal o rezignaci, po níž následovala tříletá povinná přestávka. Od roku 1798 působil jako úředník v Åkæru a Skanderborgu, kde v roce 1820 zemřel jako velmi vážený.

## Rodina
V roce 1789 se v Kodani oženil se Sofií Amálií Westphalovou (1764–1818). Manželé měli dvě dcery, z nichž jedna zemřela v dětském věku.
- Margrethe Elisabeth Lundová (1790–1833), provdaná za Waldemara Nicolaie Beichmanna (1783–1862)
- Sophie Andrea Lund (1804–1812)